# فرودگاه وانگ-آن

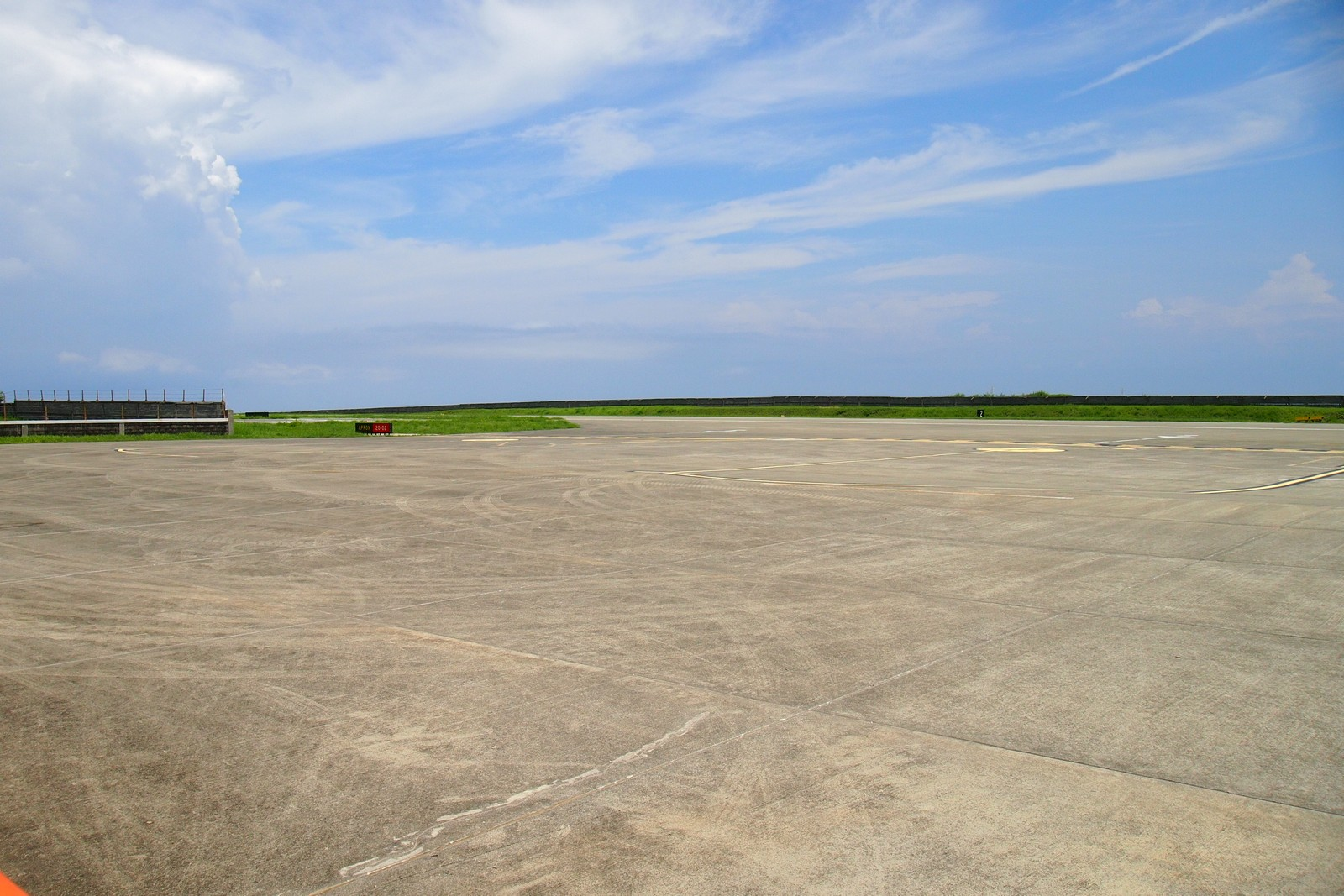
باند فرودگاه وانگ-آن

فرودگاه وانگ-آن  (به انگلیسی: Wang-an Airport) یک فرودگاه همگانی با کد یاتا WOT است . این فرودگاه در کشور تایوان قرار دارد .